# Солнечный (Фёдоровский район)
Солнечный — посёлок в Фёдоровском районе Саратовской области, до 19 марта 2022 года административный центр сельского поселения Никольского муниципального образования (сельского поселения). С 19 марта 2022 года в составе Морцевского муниципального образования.
Население — 637 (2010)

## Физико-географическая характеристика
Посёлок расположен в Низком Заволжье, в пределах Сыртовой равнины, относящейся к Восточно-Европейской равнине, на высоте около 75-80 метров над уровнем моря, на правом берегу пруда Центральный, близ правого берега реки Морец. Рельеф местности равнинный, слабо-холмистый. Местность имеет небольшой уклон по направлению к долине реки Еруслан. Почвы тёмно-каштановые.
По автомобильным дорогам расстояние до районного центра рабочего посёлка Мокроус — 51 км, до областного центра города Саратов — 170 км.
Часовой пояс
Солнечный, как и вся Саратовская область, находится в часовой зоне МСК+1. Смещение применяемого времени относительно UTC составляет +4:00.

## Население
Динамика численности населения
| 1987 | 2002 |
| ---- | ---- |
| ≈670 | 584  |

| 2002 | 2010 |
| ---- | ---- |
| 586  | ↗637 |